# Birdsong
Birdsong es un drama bélico para la televisión de 2012 dividido en dos partes, basado en la novela bélica homónima de 1993 de Sebastian Faulks. Está protagonizada por Eddie Redmayne como Stephen Wraysford y Clémence Poésy como Isabelle Azaire y fue dirigido por Philip Martin, con guion de Abi Morgan.
La adaptación estuvo producida por Working Title Films para la BBC y Masterpiece de la PBS. Fue estrenada en enero de 2012 en el Reino Unido y en abril del mismo año en los Estados Unidos.

## Argumento
La adaptación televisiva difiere de la novela en muchos aspectos, completamente omitiendo completamente los acontecimientos de la década de 1970.
La historia está narrada en flashbacks. Las experiencias de Stephen Wraysford (Eddie Redmayne) durante la Primera Guerra Mundial se alternan con las memorias de su romance con Isabelle Azaire (Clémence Poésy), una joven mujer casada a quien conoció antes de la guerra cuando se hospedaba en casa de su marido mientras aprendía acerca de ciertos negocios empresariales. Stephen e Isabelle huyen juntos cuando su relación es descubierta. Stephen recuerda estos acontecimientos mientras se encuentra convaleciente debido a una explosión subterránea. Dado por muerto fue rescatado porJack Firebrace (Joseph Mawle), un amigo suyo de clase trabajadora.

## Reparto
- Eddie Redmayne como Stephen Wraysford.
- Matthew Goode como el capitán Gray.
- Clémence Poésy como Isabelle Azaire.
- Richard Madden como Weir.
- Clara Grebot como Lisette.
- Oceane Holliday-Bersegeay como Francoise.
- Anthony Andrews como el coronel Barclay.
- Marie-Josée Croze como Jeanne Fourmentier.
- Joseph Mawle como Jack Firebrace.
- Thomas Turgoose como Tipper.
- George MacKay como el soldado Douglas.
- Rory Keenan como Brennan.
- Daniel Cerqueira como Shaw.
- Laurent Lafitte como René Azaire.
- Sean McKenzie como Turner.
- Matthew Aubrey como Byrne.
- Abraham Belaga como Lebrun.
- Océane Bersegeay-Holliday como Françoise.

## Episodios
| Núm. | Título     | Fecha de emisión original | Espectadores en Reino Unido (millones) |
| 1 | Episodio 1 | 22 de enero de 2012       | 7.01                                   |
| --- | ---------- | ------------------------- | -------------------------------------- |
| Francia, 1910, Stephen Wraysford llega a trabajar a la fábrica textil de la familia Azaire, y se enamora de la esposa de su anfitrión, Isabelle. En poco tiempo, la pareja comienza un romance ilícito con enormes consecuencias para los dos. |            |                           |                                        |
| 2 | Episodio 2 | 29 de enero de 2012       | 6.16                                   |
| Mientras Stephen se recupera de sus heridas, continúa atormentándose por los recuerdos de su aventura con Isabelle, y mientras él y sus hombres se preparan para una gran ofensiva en el Somme, inesperadamente se encuentra con su antigua amante. Sin embargo, no puede explicar por qué le dejó, sumiéndolo en un estado de confusión antes de la batalla. |            |                           |                                        |

## Producción
Working Title aguantó los derechos de pantalla al noveles desde hace muchos años, pero estuvo citado cuando diciendo " hay algo afoot" después de que Faulks' 2007 comisión para escribir una novela de Vínculo de James nueva. El nombre de guionista Andrew Davies estuvo enlazado a la película. Aun así, en septiembre de 2007 esté anunciado que Justin Chadwick dirigiría la película, con un screenplay por Morgan, para ser filmado en 2008. Al final, la película estuvo dirigida por Martin.
Las escenas de guerra fueron rodadas en Gyúró, Hungría. Los restos del set de rodaje pueden ser vistos en Google Maps.